# Lise Vaugeois
Lise Vaugeois est une femme politique et une professeure canadienne. Membre du Nouveau Parti démocratique de l'Ontario, elle est élue pour représenter le district de Thunder Bay—Supérieur-Nord à l'assemblée législative de l'Ontario lors des élections de 2022 et retrouve son siège durant les élections de 2025. 

## Biographie
Avant d’entrer en politique, Vaugeois enseigne à l’université Lakehead en tant que professeur. Elle déménage dans la ville de Thunder Bay pour jouer dans l'Orchestre symphonique de Thunder Bay.

### Carrière politique
Lors des élections générales de 2018 en Ontario, elle se présente sans succès dans la circonscription de Thunder Bay—Superior North. Puis, lors des élections de 2022, elle remporte cette circonscription. Lors de cette élection particulière, Lise Vaugeois se distingue en étant la seule candidate à avoir remporté un siège qui était précédemment détenu par un membre du Parti libéral de l'Ontario. Thunder Bay—Superior-Nord était également l’une des deux seules circonscriptions remportées par le Nouveau Parti démocratique de l’Ontario lors des élections de 2022 (l’autre étant Ottawa-Ouest—Nepean).
En janvier 2024, la compagnie Aditya Birla Group prend la décision de fermer son usine de pâte et papier dans le canton de Terrace Bay, licenciant environ 400 travailleurs et travailleuses. Vaugeois demande au gouvernement provincial de conclure un accord avec la compagnie afin de rouvrir l'usine et apporter un soutien aux travailleurs et travailleuses et à leurs familles,.
Depuis le 11 août 2024, elle est la porte-parole de l’opposition officielle des personnes âgées, de personnes ayant des handicaps, en matière d’accessibilité, de Commission de la sécurité professionnelle et de l’assurance contre les accidents du travail (WSIB) et de travailleurs blessés.
En octobre 2024, la députée Vaugeois critique le gouvernement conservateur au pouvoir concernant l'état de la sécurité routière au sein du nord de l'Ontario, mentionnant notamment le manque d'inspections et le nombre croissant de permis de camionnage commercial frauduleux ,.
Tout au long de l'année 2024, Vaugeois plaide en faveur de la réduction des obstacles concernant l'accès des pompiers forestiers aux prestations de maladie par l'intermédiaire de la Commission de la sécurité professionnelle et de l'assurance contre les accidents du travail,.